# Elodea
Elodea es un género de plantas acuáticas también conocida como yana. 
La venta y tenencia de esta planta en zonas naturales está actualmente prohibida en algunos países dada su sobradamente demostrada peligrosidad para la flora nativa cuando se escapa al medio ambiente. Comprende 36 especies de las cuales solo 6 son aceptadas. La planta elodea Puede llegar a ser peligrosa ya que sus toxinas puede en ocasiones llegar a provocar daños al medio ambiente

## Descripción
Se trata de una robusta planta acuática que crece en largos cordones separados por verticilos foliares dispuestos a lo largo de los tallos, con hojas dispuestas en roseta muy apretadamente concentradas, de color verde intenso. A cualquier altura de los tallos pueden emerger raíces adventicias que se dirigen rápidamente hacia el fondo.
La Elodea es nativa de Norteamérica y está extensamente usada como vegetación de acuario. La introducción de algunas especies de Elodea en cursos de agua en Europa, Australia, África, Asia, Nueva Zelanda ha creado problemas, y se considera una maleza peligrosa fuera de su área de distribución original.
Elodea canadensis, o Anacharis está muy distribuida y conocida como maleza del agua genérica. El uso de esos nombres causa no poca confusión con plantas no nativas similares, como la Elodea de Brasil (Egeria densa) o hidrilla (Hydrilla verticillata), que tiene las hojas algo más duras.
Elodea vive enteramente bajo el agua, salvo sus pequeñas flores que flotan encima del agua, unidas a la planta por delicados tallos. Produce capullos invernales. En el verano, se desprenden hijuelos de la planta madre, flotando, y luego enraiza, y comienza una nueva planta. Este es el modo más importante de multiplicación, jugando la producción de semilla un rol menor.
Los sedimentos limosos y el agua rica en nutrientes favorece el crecimiento de la Elodea en lagos eutróficos (ricos en nutrientes). Aunque, la planta crece en un amplio rango de condiciones, desde muy sombreados a agua profunda, y en muchos tipos de sedimento. Puede continuar viviendo desarraigada, en fragmentos flotando. Se la halla en áreas templadas de Norteamérica, donde es el género más común entre las acuáticas.
En su área de distribución original, las elodeas son importantes para los ecosistemas lacustres. Da buen hábitat para invertebrados acuáticos y cubre peces y anfibios. Fuera de ella sin embargo acaban eliminando a las plantas nativas por competencia y en estanques pequeños acaban ocupando todo el volumen disponible de agua impidiendo la natación a los animales a menos que se retire regularmente el excedente. Los patos las consumen aunque hay que notar que al menos una especie similar (Hydrilla) puede albergar cianobacterias causantes de envenenamientos masivos de aves acuáticas. Fue usado como droga por los iroqueses.
Las células de las hojas de Elodea son conocidas por su exhibición vívida de la ciclosis, o corrientes citoplasmáticas.
Cada planta presenta un único sexo produciendo flores diferentes que utilizan para la reproducción. En acuario sin embargo la reproducción se presenta únicamente por vía vegetativa, es decir; a través del esquejado de los tallos, bien de forma natural por la rotura de la planta o por la acción del aficionado.

## Tamaño
En condiciones apropiadas de iluminación sus tallos pueden alcanzar los 3 metros de longitud. La longitud de sus hojas oscila entre los 5 y los 30 milímetros. Dependiendo de la especie, ésta puede variar de tamaño, y también de color.

## Origen
Originaria de Sudamérica, zona sur de Brasil, Argentina y Chile.
En la actualidad se puede encontrar prácticamente distribuida por todo el mundo considerándose en algunas zonas como plaga lo que ha logrado que no se comercialice. Su erradicación es muy difícil y requiere el empleo de herbicidas en medios naturales.

## Condiciones acuáticas
Requiere de aguas templadas para no marchitarse. Temperatura entre los 15 °C y los 22 °C siendo el valor óptimo el cercano a 20. Aguas moderadamente duras a duras hasta 20 Gh. Prefiere las aguas alcalinas.

## Mantenimiento en acuario
Dada su capacidad oxigenadora del agua se usaba como planta fácil y económica para acuarios y estanques de jardín. Sin embargo desde el Real Decreto 630/2013, de 2 de agosto, por el que se regula el Catálogo español de especies exóticas invasoras, la tenencia y comercio de Elodea canadensis y Egeria densa están prohibidos para toda España (Elodea nuttallii por su parte está prohibida en Canarias). Por tanto debe abandonarse su cultivo y ser sustituida por otras especies. 
En los países en los que no sea ilegal su cultivo, se puede mantener en acuario de forma plantada o flotante. Su plantado debe hacerse de forma individual y no por manojos para evitar el riesgo de que se pudran las raíces. Una distancia de 5 cm entre tallos será la indicada. Su lento enraizado ha de ser ayudado con la colocación de objetos decorativos que impidan que sean continuamente desenterradas por los animales.
La Elodea es una especie de zonas templadas adaptada a acuarios de agua fría y a tanques tropicales de temperaturas moderadas. Se degrada hasta desaparecer por completo en acuarios de aguas cálidas. Aparte de eso es poco exigente con las condiciones acuáticas, pudiendo sobrevivir en ambientes con pobre iluminación y falta de nutrientes. 
Para un correcto mantenimiento es preferible el abonado con CO2. Sin este aporte no se desarrolla de igual modo y puede influir en los niveles acuáticos al consumir el CO2 produciendo subidas de pH. También requiere fertilizantes ricos en hierro que tomará a través de las hojas ya que las raíces sólo son empleadas como agarre al sustrato. Le son beneficiosos los cambios parciales de agua sobre todo en acuarios con temperaturas más elevadas a las recomendadas.
Algunas otras especies de similares requerimientos para el acuario con las que mantener la Elodea sería la Ceratophyllum demersum, Sagitaria Sp y Vallisneria Sp.

## Iluminación
La elodea presenta grandes necesidades de iluminación. De otra forma sus tallos se verán cada vez más reducidos hasta frenar su desarrollo. Por eso se evitarán zonas donde otras especies puedan dejarlas a la sombra. En aguas frías la planta presenta una mayor tolerancia a una luz inadecuada.
La elodea es poco exigente con las condiciones acuáticas siempre respetando la temperatura . Con una temperatura adecuada la planta puede sobrevivir en un ambiente con poca cantidad de iluminación y de nutrientes.

## Reproducción
Se produce espontáneamente mediante emisión de brotes e hijuelos adventicios durante los meses cálidos y soleados del año. Las nuevas plántulas pueden desgajarse artificialmente a partir de los 10 o 12 cm de longitud del renuevo. También pueden cortarse tallos de una longitud aproximada de 25 cm, reuniendo varios de estos esquejes y sujetándolos mediante una goma elástica cerca de la zona inferior por donde han de implantarse en el terreno. A los pocos días nacen raíces, enterradas y adventicias, que aseguran la alimentación del vegetal y simultáneamente brotan nuevos tallos suavizando el aspecto 'mocho' del ramillete.
Su crecimiento y brotación son de una rapidez pasmosa, colonizando tanto hábitat naturales como estanques o acuarios, llegando a formar auténticas madejas, por lo que ha sido considerada en muchos países como mala hierba o 'peste de los pantanos'. Puede vivir enraizada en los fondos cenagosos lacustres o flotante libre, nutriéndose mediante la emisión profusa de raíces adventicias en aguas de muy diversa 'calidad', aguantando temperaturas extremas, lo que la ha convertido hoy día en una planta cosmopolita muy común.

## Condiciones de mantenimiento
Poco exigente, tolera temperaturas tan dispares que puede vivir en aguas continentales de las regiones templadas durante todo el año. En acuario soporta desde 10 hasta 25 C, siempre que el salto térmico se produzca de forma gradual, lenta y progresiva. No requiere condiciones particulares en aguas neutras o alcalinas, cuyo pH oscile entre 7 y 8,5. Sin embargo, acaba muriendo y pudriéndose en medios ligeramente ácidos. Prefiere aguas de dureza media alta, superior a 15 DH y tolera una ligera 'salinización' del medio. Los suelos más aptos son de textura limosa, pero es capaz de enraizar y reproducirse anclada simplemente en la arena.

## Utilización
Magnífica oxigenadora su proverbial resistencia y rusticidad, unidas a su abundancia, han hecho de la elodea una planta desprestigiada y poco solicitada para decorar acuarios ornamentales. Sin embargo, es utilísima para la cría de numerosas especies de peces tropicales y de 'agua fría'. En los acuarios decorativos puede situarse en manojos, adosada a la cara posterior a la superficie vista. 
Asimismo, puede lucir sin desmerecer en absoluto en conjuntos situados en los rincones. Los peces rojos se crían magníficamente en estanques situados al aire libre, densamente poblados por elodeas tanto implantadas como flotantes.
Las elodeas son algunas de las plantas más utilizadas para la educación y los laboratorios de biología, particularmente en colegios y universidades, como organismos modelo para entender la morfología y fisiología de las plantas, así como el fenómeno de la fotosíntesis.
En tanques para ovovivíparos una masa de estas plantas suficientemente grande sobra para proteger rincones, fondos y superficie del agua, y salvar así la mayoría de los alevines. Cuando se traen de algún estanque 'recién pescadas' se someterán a desinfección previa y limpieza posterior al chorro del grifo antes de engrosar la flora de nuestro acuario.

## Taxonomía
El género fue descrito por André Michaux y publicado en Flora Boreali-Americana 1: 20. 1803 La especie tipo es: Elodea canadensis Michx.
es una planta acuática que en su fotosíntesis bota oxígeno haciendo de un montón de burbujas salgan de este tipo de planta acuática

## Especies aceptadas
A continuación se brinda un listado de las especies del género Elodea aceptadas hasta mayo de 2014, ordenadas alfabéticamente. Para cada una se indica el nombre binomial seguido del autor, abreviado según las convenciones y usos. 
- Elodea bifoliata H.St.John
- Elodea callitrichoides (Rich.) Casp.
- Elodea canadensis Michx.
- Elodea granatensis Humb. & Bonpl.
- Elodea nuttallii (Planch.) H.St.John
- Elodea potamogeton (Bertero) Espinosa